# 群馬県道173号金井倉賀野停車場線
群馬県道173号金井倉賀野停車場線（ぐんまけんどう173ごう かないくらがのていしゃじょうせん）は、群馬県藤岡市金井から、高崎市倉賀野町の倉賀野駅に至る県道である。

## 路線データ
- 起点：藤岡市金井211番[1]（群馬県道175号上日野藤岡線〈金井交差点〉）
- 終点：高崎市倉賀野町 倉賀野停車場[1]（倉賀野駅）

## 歴史
- 1959年（昭和34年）9月18日：群馬県より現・道路法に基づき、県道金井倉賀野線（藤岡市金井 - 群馬郡倉賀野町 倉賀野停車場、整理番号193）が路線認定される[2]。
  - 同日、前身路線にあたる県道金井倉賀野停車場線（藤岡市金井 - 群馬郡倉賀野町 倉賀野停車場、整理番号166）が路線廃止される[3]。

## 路線状況
中町交差点から倉賀野駅前まで一方通行になっているため、倉賀野駅まで行くには県道138号へ迂回しなければならない。

### 重複区間
- 群馬県道30号寺尾藤岡線（藤岡市上落合〈上落合交差点〉 - 高崎市山名町〈山名町交差点〉)

### 道路施設
- 共栄橋（烏川、高崎市阿久津町 - 高崎市倉賀野町)

## 交差する道路
- 群馬県道175号上日野藤岡線 - 藤岡市金井（金井交差点、起点）
- 群馬県道41号神田吉井停車場線 - 同市西平井
- 国道254号 - 同市白石（白石交差点）
- 群馬県道30号寺尾藤岡線、群馬県道174号下栗須馬庭停車場線 - 同市上落合（上落合交差点）
この先、山名町交差点まで寺尾藤岡線と重複
- 群馬県道200号後賀山名停車場線 - 高崎市山名町（山名町南交差点）
- 群馬県道30号寺尾藤岡線 - 同市山名町（山名町交差点）
- 群馬県道121号和田多中倉賀野線 - 同市倉賀野町（中町交差点）
- 群馬県道138号倉賀野停車場線 - 同市倉賀野町（倉賀野駅前）